# Carlos Llavador
Carlos Llavador Fernández, född 26 april 1992 i Madrid, är en spansk fäktare som tävlar i florett.

## Karriär
Vid EM 2015 i Montreux tog Llavador brons i florett efter att förlorat mot italienske Andrea Cassarà i semifinalen. Vid VM 2018 i Wuxi tog han brons i florett efter att förlorat mot brittiske Richard Kruse i semifinalen. Vid olympiska sommarspelen 2020 i Tokyo, som arrangerades 2021, blev Llavador utslagen i sextondelsfinalen i florett av tjeckiske Alexander Choupenitch. Vid medelhavsspelen 2022 i Oran tog han silver i florett efter en finalförlust mot serbiske Veljko Ćuk.
Vid olympiska sommarspelen 2024 i Paris blev Llavador utslagen i åttondelsfinalen i florett av egyptiske Mohamed Hamza. Vid EM 2025 i Genua tog han brons i florett efter att förlorat mot italienske Guillaume Bianchi i semifinalen.